# Фрёнинген
Фрёнинген (фр. Froeningen [fʁøniŋən]) — коммуна на северо-востоке Франции в регионе Гранд-Эст (бывший Эльзас — Шампань — Арденны — Лотарингия), департамент Верхний Рейн, округ Альткирш, кантон Альткирш.
Площадь коммуны — 4,44 км², население — 601 человек (2006) с тенденцией к росту: 698 человек (2012), плотность населения — 157,2 чел/км².

## Население
Численность населения коммуны в 2011 году составляла 690 человек, а в 2012 году — 698 человек.
| 1962 | 1968 | 1975 | 1982 | 1990 | 1999 | 2006 | 2008 | 2011 | 2012 |
| ---- | ---- | ---- | ---- | ---- | ---- | ---- | ---- | ---- | ---- |
| 443  | 453  | 496  | 528  | 467  | 606  | 601  | 600  | 690  | 698  |

Динамика населения:

## Экономика
В 2010 году из 472 человек трудоспособного возраста (от 15 до 64 лет) 336 были экономически активными, 136 — неактивными (показатель активности 71,2 %, в 1999 году — 74,3 %). Из 336 активных трудоспособных жителей работали 313 человек (179 мужчин и 134 женщины), 23 числились безработными (11 мужчин и 12 женщин). Среди 136 трудоспособных неактивных граждан 43 были учениками либо студентами, 56 — пенсионерами, а ещё 37 — были неактивны в силу других причин.
На протяжении 2011 года в коммуне числилось 298 облагаемых налогом домохозяйств, в которых проживало 681 человек. При этом медиана доходов составила 24493,5 евро на одного налогоплательщика.

## Достопримечательности (фотогалерея)

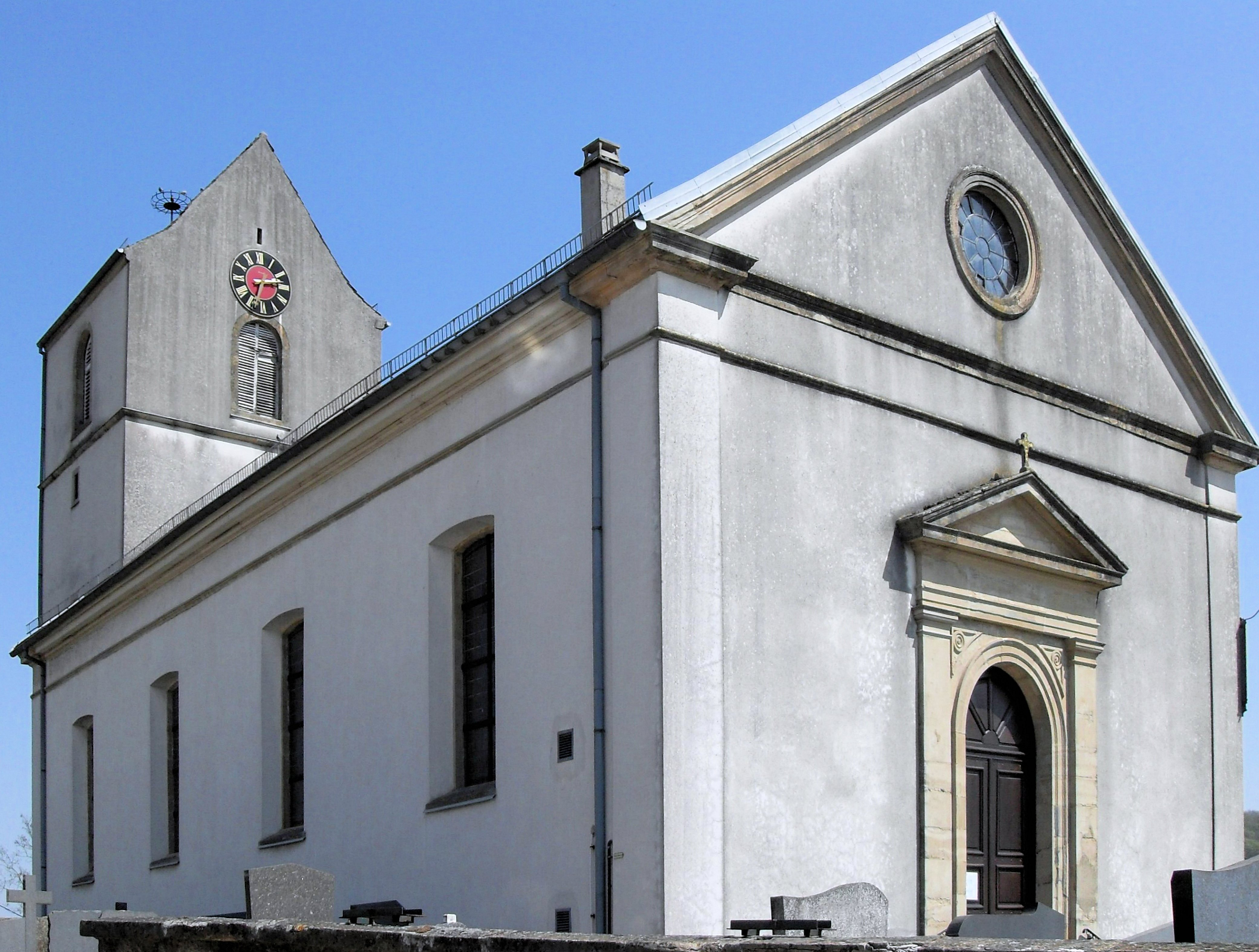
Церковь Сен-Барбье
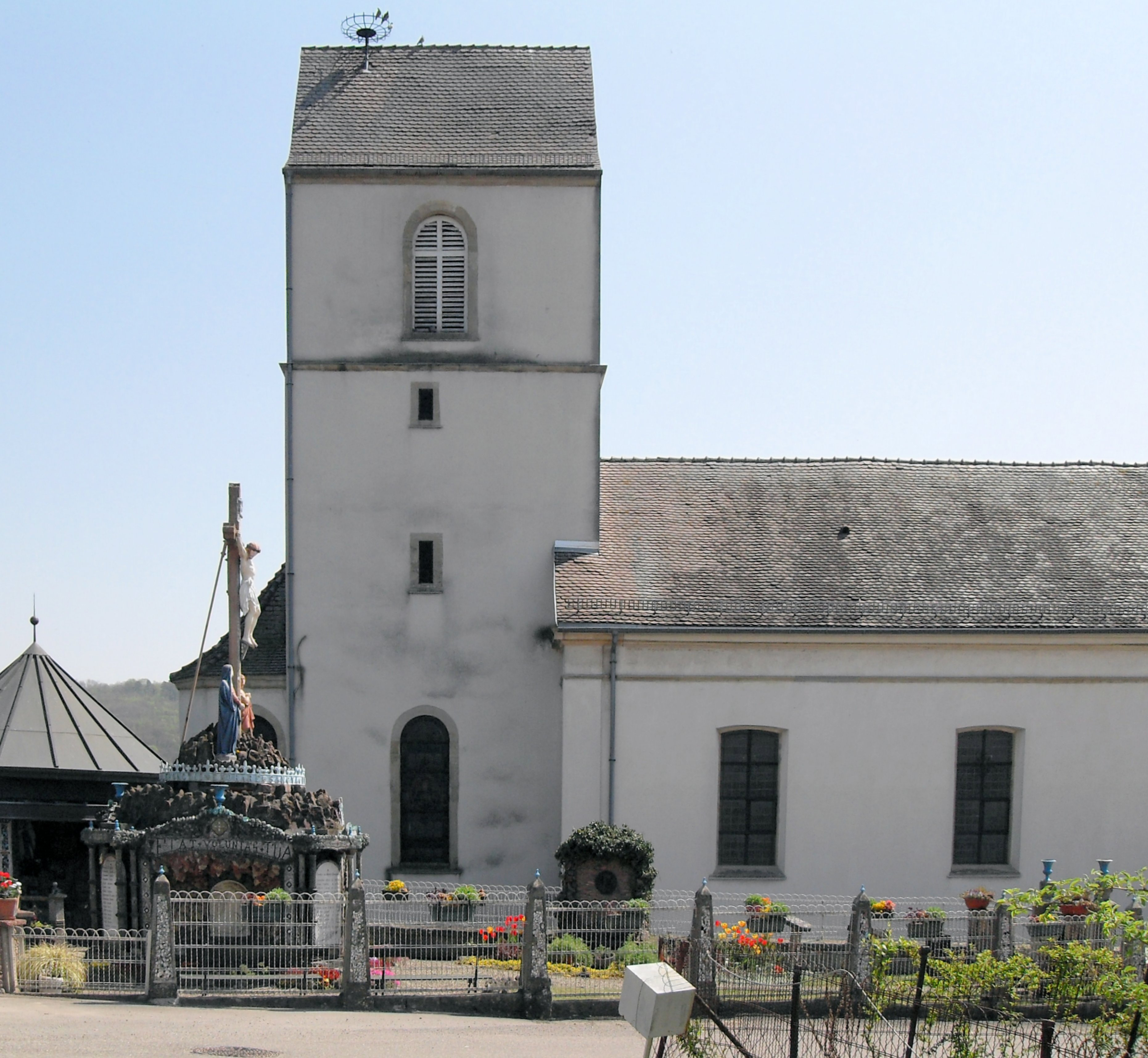
Колокольня